# Дудкин, Александр Павлович
Алекса́ндр Па́влович Ду́дкин (1920—1945) — Гвардии старший лейтенант Рабоче-крестьянской Красной Армии, участник Великой Отечественной войны, Герой Советского Союза (1944).

## Биография
Александр Дудкин родился 30 октября 1920 года в деревне Перерва (ныне — Вышневолоцкий район Тверской области) в семье крестьянина. Русский. Окончил среднюю школу. В 1939 году был призван на службу в Рабоче-крестьянскую Красную Армию. В 1940 году окончил Ворошиловградскую военную авиационную школу лётчиков.
С 1941 года — на фронтах Великой Отечественной войны. Принимал участие в боях на Южном, Воронежском, 1-м и 3-м Украинских фронтах. Участвовал в Курской битве и битве за Днепр.
К августу 1944 года гвардии старший лейтенант Александр Дудкин был заместителем командира и штурманом эскадрильи 166-го гвардейского штурмового авиаполка 10-й гвардейской штурмовой авиадивизии 2-й воздушной армии 1-го Украинского фронта. К тому времени он совершил 103 боевых вылета на штурмовку скоплений живой силы и боевой техники противника, нанеся тому большой ущерб.
Указом Президиума Верховного Совета СССР от 26 октября 1944 года за «образцовое выполнение боевых заданий командования по уничтожению живой силы и техники противника и проявленные при этом мужество и героизм» гвардии старший лейтенант Александр Дудкин был удостоен звания Героя Советского Союза с вручением ордена Ленина и медали «Золотая Звезда» за номером 3500.
4 января 1945 года погиб в бою на территории Югославии. Похоронен в братской могиле на площади в городе Нови-Сад.
Был также награждён тремя орденами Красного Знамени, орденом Отечественной войны 2-й степени, рядом медалей.